# إبليس في المدينة (فلم)
إبليس في المدينة هو فيلم مصري عرض عام 1978، بطولة محمود ياسين وفريد شوقي وميرفت أمين وعادل أدهم، من تأليف محمود دياب ومن إخراج سمير سيف.

## قصة الفيلم
منصور نصاب، يتحايل على الوافدين الجدد إلى القاهرة بحثًا عن عمل. أو الخوف من ظروف القاهرة وقسوتها، يقع في طريقه شاب خجول «شريف» أتى من بلدته من أجل العمل بالقاهرة، يدعي له أنه ثري ويتدبر مكانًا له كي يقيم فيه، لذا يلجأ إلى فندق تملكه تحية التي تعيش فيه مع ابنتها سوسن، في الفندق يتعرف شريف على عم جودة الرجل العجوز الذي يرى أن هذا الشاب في حاجة إلى رعاية ومرشد له، لذا يروي له عم جودة عن حياته وظروفه عندما قام بتربية ابنته نجوى ثم تزوجها رجل الأعمال الثري محسن الذي قام فيما بعد بطرده ومنعه من زيارتها. يتفق منصور مع شريف على اغتيال والد سوسن وزوج تحية بحثًا عن ثروة كبيرة، حتى يقتسما الثروة فيما بينهما، وتحت إلحاح يقبل شريف بهذه المهمة التي يستغله فيها منصور، إلا أن شريف سرعان ما يتراجع ويدبر لنفسه عملاً مناسبًا لدى أحد الأثرياء، ويهجر منصور الذي يقوم بالجريمة وحده ليقبض عليه، في الوقت الذي تثور فيه نجوى في وجه زوجها محسن وترفض السفر معه، وتظل بجوار والدها العجوز لكي ترعاه.

## طاقم التمثيل
- محمود ياسين: (شريف عبد الواحد)
- فريد شوقي: (عم جودة)
- ميرفت أمين: (نجوى)
- عادل أدهم: (منصور الحديدي)
- عمر الحريري: (محسن)
- مريم فخر الدين: (تحية)
- ليلى حمادة: (سوسن)
- عبد المنعم النمر: (ضابط شرطة)

## فريق العمل
- إخراج: سمير سيف
- تأليف: محمود دياب
- مدير التصوير: سمير فرج
- مونتاج: رشيدة عبد السلام
- موسيقى تصويرية: فؤاد الظاهري
- إنتاج: أفلام مصر العربية (واصف فايز)، (هشام صبحي)
- توزيع: أفلام صوت الفن